# 로저 넬슨
로저 유진 넬슨(Roger Eugene Nelson, 1944년 6월 7일~)은 미국의 프로 야구 선수로, 포지션은 투수였다. 1966년 시즌을 제외한 1967년부터 1976년까지 9시즌 동안 메이저 리그 베이스볼(MLB)에 몸담으며 29승 32패, 5세이브의 성적을 올렸다. 캘리포니아주 앨터디너 출신의 우완이었으며, 선수 시절 190cm와 90kg의 체격을 지녔다. 마운트 샌안토니오 칼리지를 다녔다.
1963년 시즌 전에 아마추어 자유계약선수 자격으로 시카고 화이트삭스와 계약을 맺었으며, 4시즌을 마이너 리그에서 보낸 뒤 시즌 후반기인 1967년 9월에 메이저 리그로 승격되었다. 1967년 11월 29일에 돈 뷰퍼드와 브루스 하워드와 함께 볼티모어 오리올스로 트레이드되었으며, 반대 급부로 루이스 아파리시오, 러스 스나이더, 존 마티아스가 화이트삭스로 이적했다. 넬슨은 볼티모어에서 한 시즌을 뛰었고, 이후 실시된 1968년 메이저 리그 베이스볼 확장 드래프트에서 아메리칸 리그(AL) 선수 중 1순위로 캔자스시티 로열스에 지명되었다. 그리고 이듬해인 1969년에 신생팀 로열스에서 29번 선발 등판해 3.31의 평균자책점을 기록하는 등 월리 벙커와 함께 탄탄한 선발 마운드를 구축했다. 1970년과 1971년에는 부상으로 부침을 겪다가 1972년에 평균자책점(2.08)로 AL 5위, 커리어 하이인 11승과 120탈삼진을 기록하며 재기에 성공했다. 그리고 1972년 10월 4일에 캔자스시티의 뮤니시펄 스타디움에서 열린 정규 시즌 마지막 경기에서 텍사스 레인저스를 상대로 4-0 완봉승을 거두며 로열스에서의 마지막 시즌을 마무리했다.
그로부터 약 두 달 뒤인 1972년 12월 1일, 넬슨은 리치 샤인블럼과 함께 신시내티 레즈로 트레이드되었으며, 반대 급부로 할 맥레이와 웨인 심프슨이 로열스로 이적했다. 하지만 그 이후로 넬슨은 1969년이나 1972년과 같은 활약을 보여주지 못했고, 이후 시카고 화이트삭스로 복귀했지만 메이저 리그 경기에 출전하지 못하고 방출의 아픔을 겪었다. 이후 잠시 오클랜드 애슬레틱스 산하 마이너 리그 팀에서 잠깐 머물렀다가, 1976년 9월에 메이저 리그에서 3경기를 뛰고 빅리그 커리어를 마무리했다.